# Гюрджилер
Гюрджилер (на гръцки: Ερείπια, Ерепия, в превод развалини, до 1969 година Γκιούρτζιλερ, Гюрдзилер) е историческо село в Гърция, част от дем Доксат на област Източна Македония и Тракия.

## География
Селото се е намирало котловина в западната част на Урвил (Леканис Ори), на 2 km югозападно от Демирджояни (Перистерия).